# Алексис Стаматис
Алексис Стаматис је познати грчки романсијер, приповедач, драмски писац и песник. Рођен је у Атини 1960. године где и живи. Студирао је архитектуру на Националном техничком универзитету у Атини. Постдипломске студије архитектуре и дизајна је похађао у Лондону. Објавио је једанаест романа. Други по реду роман, Бар Флобер, који је написао 2000. године постао је бестселер у Грчкој и објављен је у Уједињеном Краљевству, Француској, Италији, Шпанији, Португалији, Србији и Бугарској. По овом роману Стаматис и режисер Василис Дувлис написали су сценарио за истоимени филм који је снимљен 2002. године. Такође је објавио и шест књига песама. Његова друга књига песама, Архитектура унутрашњих простора, добила је националну награду за поезију „Никифорос Вертакос” 1994. године. Збирка његових песама преведена у Великој Британији. Написао је и два либрета за музичке комаде који се изводе у Megaron Mousikis и the Chora theatre. Учествовао је у светски познатом међународном програму за писце The University of Iowa преко грчког Фулбрајтовог програма 2004. године.
Стаматис је представио своју књигу Америчка фуга (из 2006.) у Америци 2008. године. Обишао је 15 држава САД-а укључујући Универзитет Харвард, Јејл, Њујоршки универзитет, Универзитет Браун и Универзитет Сан Франциска.
Написао је драме које се играју у грчким позориштима. Одазвавши се позиву Удружења писаца Шангај, писао је и за њих. Представљао је Грчку у разним књижевним фестивалима и семинарима широм света. Радио је за многе важне грчке часописе, а стални је колумниста дневног листа Етнос. Тренутно предаје креативно писање у хеленскоамеричкој академији.

## Романи
- 1998. - Седми слон
- 2000. - Бар Флобер
- 2002. - Као лопов у ноћи
- 2003. - Тезејева улица
- 2005. - Мајчин леш
- 2006. - Америчка фуга
- 2008. - Вила Комбеј
- 2009. - Убиј своје драге
- 2011. - Недеља
- 2012. - Можеш ли да плачеш под водом?
- 2013. - Камелеони
- 2014. - Мелиса

## Новеле и кратке приче
- 2002. - Шкорпија у фиоци (новела)
- 2005. - Зои (новела)
- 2007. - Приче за усамљене људе(кратке приче)
- 2010. - Потрчко (кратка прича)
- 2010. - Легендарни Талес (кратке приче)
- 2014. - Зои (новела, друго поправљено издање)

## Преводи
- 2000. - Седми слон - Лондон, Уједињено Краљевство
- 2002. - Бар флобер - Милано, Италија
- 2003. - Бар Флобер - Париз, Француска
- 2006. - Бар Флобер - Севиља, Шпанија
- 2007. - Бар Флобер - Париз, Француска (други издавач)
- 2007. - Бар Флобер - Лондон, Уједињено Краљевство
- 2008. - Америчка фуга - Америка
- 2009. - Бар Флобер - Београд, Србија (Архипелаг)
- 2010. - Мајчин леш - Истанбул, Турска
- 2011. - Бар Флобер - Лисабон, Протугалија
- 2013. - Мајчин леш - превод на енглески
- 2014. - Бар Флобер - Софија, Бугарска

## Збирке песама
- 1992 - Област света
- 1993 - Архитектура унутрашњих простора
- 1995 - Једноставна метода од три
- 1999 - Густо сада
- 2002 - Што се више приближим то се будућност више одаљи
- 2004 - Никад нисмо сами